# Sallai Tibor (színművész)
Sallai Tibor névvariáns: Sallay Tibor (Budapest, 1935.  –) magyar színész.

## Életpályája
Felvették a Színművészeti Főiskolára, de tanulmányait félbehagyta, az Állami Déryné Színház stúdiójában végzett. Színészi pályafutása is ehhez a színházhoz kötődik. 1954-től volt a társulat tagja. Játszott drámát, vígjátékot, zenés darabot egyaránt. Szerepelt a rádióban, a televízióban és filmen is. Vendégként a Nemzeti Színházban és a Magyar Néphadsereg Művészegyüttesében is fellépett. 

## Színházi szerepeiből

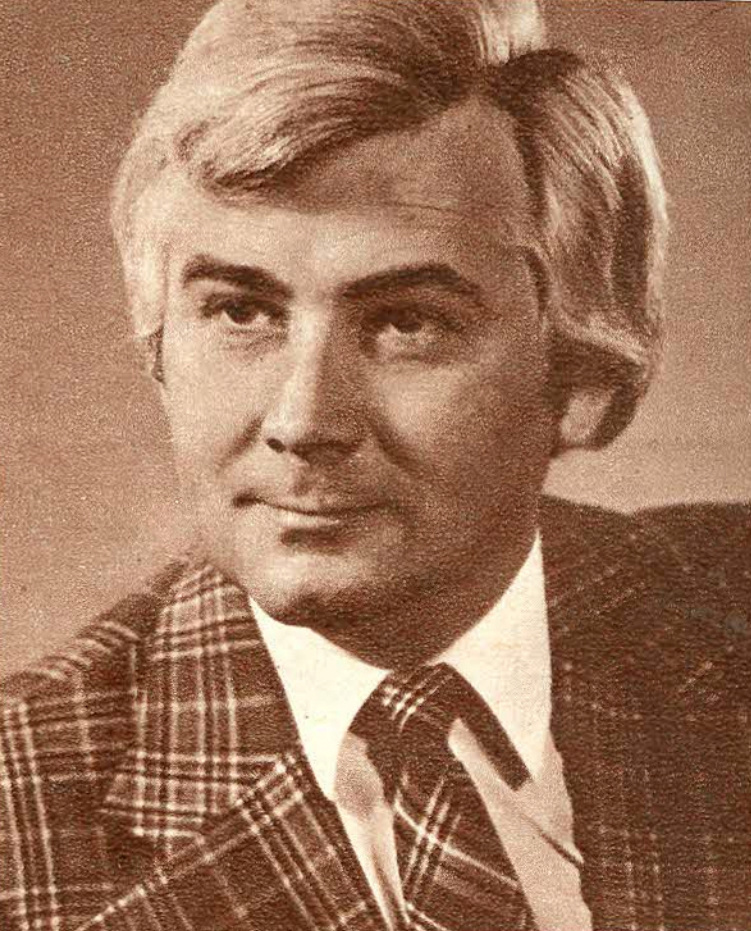
Portréja az Állami Déryné Színház Irma, te édes című kiadványában

- William Shakespeare: Rómeó és Júlia... Mercutio
- Pierre-Augustin Caron de Beaumarchais: A sevillai borbély... Almaviva gróf
- Alekszandr Nyikolajevics Osztrovszkij: Karrier (A négylábú is botlik)... Mamájev inasa
- Vlagyimir Vlagyimirovics Majakovszkij: Gőzfürdő...  Biciklin, komszomolista
- Valentyin Petrovics Katajev: Kisorsolt menyasszony... Igor
- Mark Twain: Tom úrfi kalandjai (Tom Sawyer)... Huckleberry
- Mark Twain: Koldus és királyfi... Hendon lovag
- Johann Strauss: A denevér... Falke
- Jacques Offenbach: Párizsi élet... Fernand Gardefeu
- Marc Camoletti: Leszállás Párizsban... Robert
- Dario Niccodemi: Tacskó... Mario Sacchi
- Alexandre Breffort – Marguerite Monnot: Irma, te édes... Nestor
- Renato Relli: Az éjszaka útjain... Maurizio
- Victor Eftimiu: A csavargó... A csavargó
- Frederick Knott: Gyilkosság rendelésre (Éjféli nyomozás)... Hubbard
- Csou Su-csan: Tizenöt füzér pénz...  Hsziung
- Fazekas Mihály – Móricz Zsigmond: Ludas Matyi... Suhanc
- Gombos Imre: A csóknak próbája... Csóka
- Jókai Mór: Az aranyember... Tímár Mihály
- Jókai Mór: Szegény gazdagok... báró Hátszegi Lénárd
- Mikszáth Kálmán: Tavaszi rügyek... Török Gyuszi
- Molnár Ferenc: A Pál utcai fiúk... Boka
- Gárdonyi Géza: Egri csillagok... Bornemissza Gergely
- Móricz Zsigmond: Sári bíró... Gedi
- Felkai Ferenc: A király bolondja... István
- Simon Magda: Százházas lakodalom... Károly
- Gáspár Margit: Az állam én vagyok... A herceg
- Tóth Miklós: Nem olyan világot élünk... Fejér Gyula
- Bárány Tamás: Nem születtem grófnak... Feri
- Bárány Tamás: Farkasok... Majos János
- Szinetár György: A császár álarcában... Jean Bakhazán Pericoult (ál-Napóleon)
- Innocent-Vincze Ernő – Kállai István – Szenes Iván: Tavaszi keringő... Kelemen

## Filmes és televíziós szerepei
- Bolond április (1957)... Béla
- Az államügyész (1960)
- Fagyosszentek (1962)... Bálint, Süsü fia
- Tücsök (1963)[1]
- Nyáron egyszerű (1964)